# Ройбънс
Ройбънс (на английски: Reubens) е град в окръг Луис, щата Айдахо, САЩ. Ройбънс е с население от 72 жители (2000) и обща площ от 0,8 km². Намира се на 1075 m надморска височина. ЗИП кодът му е 83548, а телефонният му код е 208.